# Ffion Lewis
Pour les articles homonymes, voir Lewis.
Pas d'image ? Cliquez ici

a Compétitions nationales et continentales officielles uniquement.

b Matchs officiels uniquement.
Dernière mise à jour le 22 juin 2025.
Ffion Lewis, née le 29 juin 1996 à Haverfordwest (pays de Galles), est une joueuse internationale galloise de rugby à XV et internationale de rugby à sept évoluant au poste de demi de mêlée. Elle joue en Angleterre aux Bristol Bears.

## Biographie
Ffion Lewis naît le 29 juin 1996 à Haverfordwest au pays de Galles.
En 2022, elle joue en club avec les Worcester Warriors (en). Elle compte 24 sélections en équipe du pays de Galles quand elle est retenue en septembre 2022 pour disputer la Coupe du monde en Nouvelle-Zélande.
Son année 2023 est compliquée : elle subit d'abord une grave blessure au genou durant le Tournoi des Six Nations, elle est opérée des ligaments croisés. Puis, elle découvre qu'elle souffre d'une endométriose suffisamment grave pour nécessiter une opération chirurgicale. De ce fait, elle rate le WXV. De plus, son club des Worcester Warriors fait faillite.
En septembre 2024, elle fait partie des 37 joueuses mises sous contrat par la Fédération galloise (WRU). Au mois de décembre, elle est recrutée par les Bristol Bears, où elle est joker médical de sa compatriote Keira Bevan. Le 15 décembre, elle rejoue après vingt mois d'arrêt. Au mois d'avril, la WRU lui annonce que son contrat fédéral n'est pas renouvelé.